# Maléry pana Šikuly
Maléry pana Šikuly (v anglickém originále Office Space) je americká filmová komedie z roku 1999. Režisérem filmu je Mike Judge. Hlavní role ve filmu ztvárnili Ron Livingston, Jennifer Aniston, Stephen Root, Gary Cole a David Herman.

## Obsazení
| Ron Livingston   | Peter Gibbons       |
| Jennifer Aniston | Joanna              |
| Stephen Root     | Milton Waddams      |
| Gary Cole        | Bill Lumbergh       |
| David Herman     | Michael Bolton      |
| Ajay Naidu       | Samir Nagheenanajar |
| Diedrich Bader   | Lawrence            |
| John C. McGinley | Bob Slydell         |
| Orlando Jones    | Steve               |